# Kirche Fortun

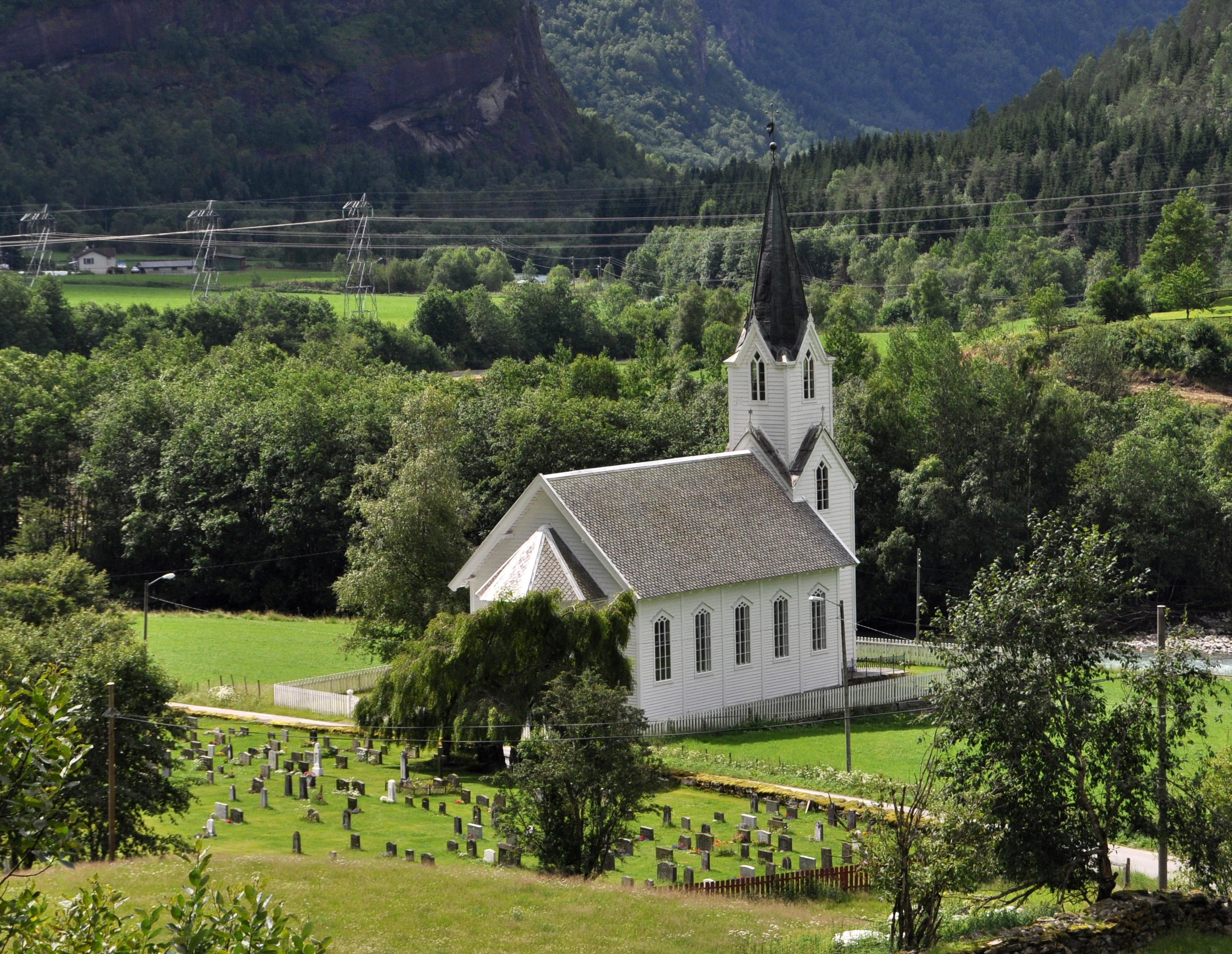
Kirche von Fortun, 2010

Die evangelisch-lutherische Kirche Fortun (norwegisch Fortun kyrkje) steht im Süden der Ortschaft Fortun, die sich in der Kommune Luster in der norwegischen Provinz Vestland befindet. Sie wurde 1879 gebaut und ersetzte die ursprüngliche und für die Gemeinde zu klein gewordene Stabkirche, die nach Fantoft in Bergen versetzt wurde. Die Kirche ist eine Langkirche und wurde vom Architekten Erik Pedersen Rusten entworfen.

## Aussehen und Aufbau
Die Kirche ist aus Holz gebaut und besitzt einen zweistufigen Turm beim Eingangsportal. Im Turm befindet sich eine Glocke aus dem 12. Jahrhundert. Das Langhaus hat beidseitig sechs große Fenster und endet in einem fünfseitigen Chor. Die Kirche ist außen wie innen weiß gestrichen. Im Chor steht der Altar und ist mit einer achteckigen Balustrade begrenzt.

## Ausstattung
Die Kirche hat 230 Sitzplätze. Eine Glasmalerei im mittleren Chorfenster zeigt Jesus in einem blauen Gewand und mit einem roten Umhang. Die Kirche besitzt eine Altartafel, die in den 1630er-Jahren gefertigt und 1692 bemalt wurde. Sie zeigt ein Diptychon mit Moses auf der linken und Christus auf der rechten Seite und oberhalb ein kleines Bild der Kreuzigung. Im Chor befindet sich das Taufbecken mit einer Inschrift in Nynorsk aus dem Lukas-Evangelium „Lat småborni koma til meg – hindra dei ikkje for Guds rike høyrer slike til. Luk. 18,16.“ (Lasset die Kinder zu mir kommen und wehret ihnen nicht, denn solchen gehört das Reich Gottes.) An der rechten Hälfte der Chorwand ist die Kanzel angebracht.

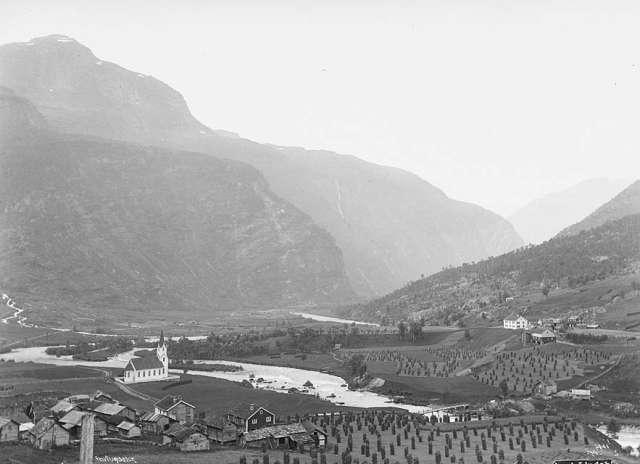
Die Kirche in Fortun im ersten Jahrzehnt nach ihrer Erstellung (1880–1890)
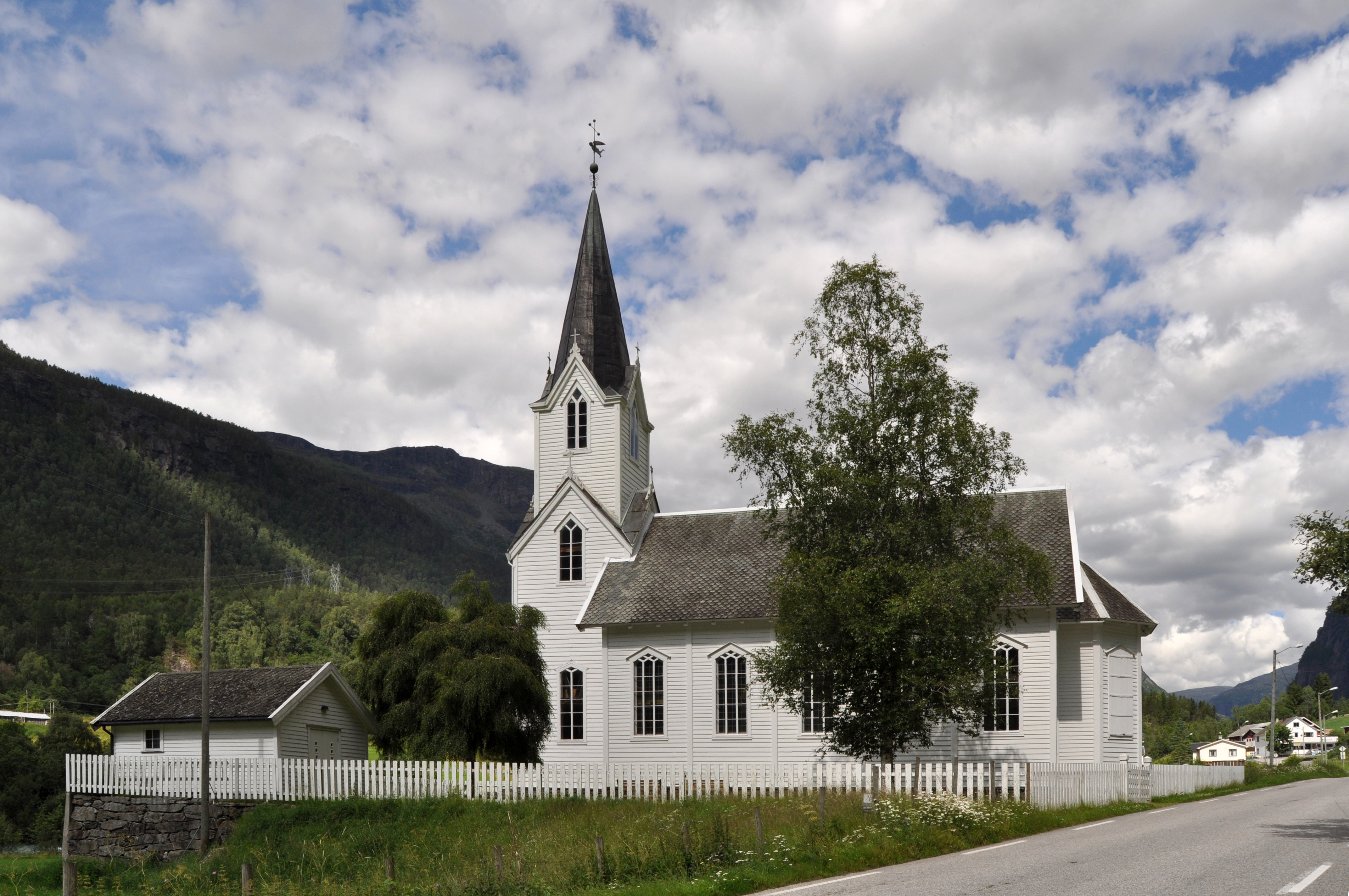
Kirche von Fortun, 2010